# Archidiecezja Durango
Archidiecezja Durango (łac. Archidioecesis Durangensis) – jedna z osiemnastu meksykańskich archidiecezji rzymskokatolickich ze stolicą w Durango.
Diecezja Durango została wydzielona z diecezji guadalajarskej 28 września 1620. Podniesiona do rangi archidiecezji 23 czerwca z 1891.

## Ordynariusze
1. Gonzalo de Hermosillo y Rodríguez OSA (12 października 1620 - 28 stycznia 1631)
2. Alonso de Franco y Luna (7 czerwca 1632 - 30 maja 1639 )
3. Francisco Diego Díaz de Quintanilla y de Hevía y Valdés OSB (8 sierpnia 1639 - 21 lipca 1653)
4. Pedro de Barrientos Lomelin (31 maja 1655 - 19 października 1658)
5. Juan Aguirre y Gorozpe (17 listopada 1659 - 21 września 1671)
6. Juan de Ortega Cano Montañez y Patiño (1672 - 9 września 1675)
7. Bartolomé García de Escañuela OFM (16 listopada 1676 - 20 listopada 1684)
8. Manuel de Herrera OFM (4 maja 1686 - 31 stycznia 1689)
9. García Felipe de Legazpi y Velasco Altamirano y Albornoz (23 sierpnia 1691 - 5 marca od 1700)
10. Manuel de Escalante Colombres y Mendoza (1699 - 31 maja 1704)
11. Ignacio Diez de la Barrera (7 maja 1705 - 20 września 1709)
12. Pedro de Tapiz y García (26 lutego 1714 - 13 kwietnia 1722)
13. Benito Crespo y Monroy OS (9 października 1722 - 20 stycznia 1734)
14. Martín de Elizacoechea (27 lipca 1735 - 8 marca 1745)
15. Pedro Anselmo Sánchez de Tagle (1747 - 26 września 1757)
16. Pedro Zamorana Romezal (19 grudnia 1757 - 21 grudnia od 1768)
17. José Vicente Díaz Bravo O. Carm. (20 listopada od 1769 - 24 kwietnia z 1772 )
18. Antonio Macarayuca Minguilla de Aguilain (14 grudnia 1772 - 12 czerwca od 1781)
19. Esteban Lorenzo de Tristán y Esmenota (15 grudnia 1783 - 19 kwietnia z 1793)
20. José Joaquín Granados y Gálvez OFM (21 lutego 1794 - 19 sierpnia 1794)
21. Francisco Gabriel de Olivares y Benito (22 lutego w 1795 - 26 lutego 1812)
22. Juan Francisco Castañiza Larrea y González de Agüero (18 grudnia 1815 - 29 października 1825)
23. José Antonio Laureano de Zubiría y Escalante (28 lutego 1831 - 28 listopada 1863)
24. José Vicente Salinas e Infanzón (22 kwietnia 1868 - 9 stycznia 1894)
25. Santiago de Zubiría y Manzanera (18 marca 1895 - 25 stycznia 1909)
26. Francisco de Paula Mendoza y Herrera (7 sierpnia 1909 - 28 lipca 1923)
27. José María González Valencia (24 marca 1924)
28. Lucio Torreblanca (1959 - 24 sierpnia 1961)
29. Antonio López Aviña (14 grudnia 1961 - 4 marca 1993)
30. José Medel Pérez (4 marca 1993 - 5 czerwca 2002)
31. Héctor González Martínez (11 lutego 2003 - 26 września 2014)
32. José Antonio Fernández Hurtado (26 września 2014 - 25 stycznia 2019)
33. Faustino Armendáriz Jiménez (od 21 września 2019)